# セルマ・スミスフィールド駅
セルマ・スミスフィールド駅（英語：Selma–Smithfield Station）はアメリカ合衆国ノースカロライナ州セルマ イースト・レールロード・ストリート500にある駅。 全米各地を結ぶ旅客鉄道のアムトラックが乗り入れている。

## 概要
当駅は、アトランティック・コースト・ライン鉄道（ACL）とサザン鉄道の駅として2つの待合室と信号員のためのタワーをもつ駅舎して設計され、1924年に建設された。1982年に国家歴史登録財に登録された。1975年に当駅を通る旅客列車は廃止されたが、1982年にアムトラックのパルメット号が当駅に停車するようになって旅客駅としてリニューアルオープンした。アンティーク照明器具の取り付け、待合室の改修、新しい歩道や駐車場などの外構工事からなる改修工事が2001年に始まり、2002年に完成した。工事は340万ドルの費用がかかり、負担比率は連邦政府が80パーセント、ノースカロライナ州運輸省（NCDOT）10パーセント、地元自治体が10パーセントであった。

## 利用可能な鉄道路線／列車
アムトラックの停車する列車は下記の通り。
ニューヨークとサバンナ間の昼行長距離列車パルメット号…1日1往復停車
ニューヨークとシャーロット間の昼行長距離列車カロリニアン号 …1日1往復停車